# Hung Up
«Hung Up» — песня американской певицы Мадонны с альбома Confessions on a Dance Floor, написанная в соавторстве с Стюартом Прайсом, Бенни Андерссоном и Бьорном Ульвеусом. Композиция стала первым синглом с альбома и имела оглушительный международный успех, возглавив чарты продаж и проигрывания 43 стран, включая Россию, Великобританию, Канаду и Австралию, а также достигла 7-го места в чартах США.
Будучи наряду с песнями Шакиры «Hips Don’t Lie» и «You’re Beautiful» Джеймса Бланта самой популярной в 2006 году, «Hung Up» является наиболее успешной песней в карьере Мадонны и одной из самых успешных песен в истории. На сегодняшний день продано 10 млн копий сингла в том числе и в виртуальном магазине iTunes, что даёт возможность считать «Hung Up» одним из наиболее коммерчески успешных синглов в истории музыки.
Премьера композиции на радиостанциях состоялась 13 октября 2005 года одновременно в большинстве стран мира. Продажа в интернет-магазине iTunes началась 17 октября 2005, на месяц раньше выхода на материальном носителе. Продажа сингла на компакт-диске началась 17 ноября 2005 года.

## О песне
- Изначально песня предназначалась для мюзикла, над которым работала Мадонна и французский режиссёр Люк Бессон и который так и не был выпущен.
- В песне содержится семпл из песни «Gimme! Gimme! Gimme! (A Man After Midnight)» шведского квартета ABBA, за право использовать который было выплачено порядка 800 тыс. $.
- В «Hung Up» использован текст из песни «Love Song» дуэта Мадонны и Принса с альбома Like a Prayer: «Time goes by so slowly for those who wait… Those who run seem to have all the fun».
- Стюарт Прайс, который вместе с Мадонной писал композицию, перед тем как утвердить окончательную версию аранжировки «Hung Up», включал заготовки без вокала в различных клубах и записывал на видео реакции людей на танцполе. И затем они вместе с Мадонной выбирали, какой вариант лучше использовать в самой песне.
- Композиция стала первой работой Мадонны, доступной для загрузки в интернет-магазине iTunes.

## Музыкальное видео
Несмотря на то, что режиссёром видео был заранее объявлен знаменитый фотограф Дэвид Ляшапель, из-за творческих разногласий с Мадонной он не смог снять музыкальный клип. Как стало известно позже, Ляшапель планировал снять видео в документалистской манере, Мадонна же настаивала на красочном танцевальном клипе. Поэтому новым режиссёром клипа был назначен швед Йохан Ренк, согласившийся с концепцией певицы. Съёмки были запланированы на 5, 6 и 8 октября, однако их перенесли на 8 и 9 числа. Премьера видео состоялась 27 октября, на следующий день клип был доступен для скачивания на мобильные телефоны.
Съёмки клипа проходили в одиннадцати местах в Лондоне и Мадонна представлена в нём в трёх образах: в боди в стилистике 1970-х, в которых певица занимается и танцует у станка; в джинсах и куртке, в которых она идёт по улице; в джинсах и кофте, в которых она танцует в клубе на игровом автомате Dance Dance Revolution. Видео выполнено в танцевальной стилистике и отсылает зрителя к диско-эпохе, при этом имеются некоторые параллели с фильмом «Лихорадка субботним вечером».

## Живое исполнение
Впервые «Hung Up» была исполнена вживую 3 ноября 2005 года на открытии церемонии «MTV EMA», прошедшей в Лиссабоне. Выступление сопровождал танцевальный номер, в котором было задействано множество танцоров.
В рамках промокампании альбома Confessions on a Dance Floor в 2005 году композиция была исполнена:
- 5 ноября в телешоу Wetten, dass…?, транслируемом по каналу ZDF (запись в Мангейме, Германия);
- 11 ноября в телешоу Star Academy, транслируемом по каналу TF1 (Париж, Франция);
- 12 ноября в телешоу Parkinson, транслируемом по каналу ITV1 (Лондон, Великобритания);
- 15 ноября в клубе «KoKo» (Лондон, Великобритания);
- 18 ноября в телешоу Children in Need, транслируемом по каналу BBC1 (Лондон, Великобритания);
- 19 ноября в клубе «G-A-Y» (Лондон, Великобритания);
- 7 декабря в телешоу Studio Coast (Токио, Япония).

## Официальные версии песни

### Оригинальные версии
1. Альбомная версия #1 (Continuous album version) 5:36
2. Альбомная версия #2 (Fade/unmixed album version) 5:36
3. Radio Version #1 (promo/digital sales & US maxi cd — instrumental fade out) 3:23
4. Radio Version #2 (European maxi cd — vocal fade out) 3:23

### Ремиксы
1. Tracy Young Get Up And Dance Groove Mix (promo/vinyl) 9:03
2. Tracy Young Get Up And Dance Groove Mix Edit 4:15 *
3. SDP Extended Vocal Mix 7:57 *
4. SDP Extended Dub Mix (promo/vinyl) 7:57
5. SDP Extended Vocal Edit 4.57 (iTunes exclusive)
6. LEX Massive Club Mix (unreleased) 6:35
7. Bill Hamel Remix 6:58
8. Bill Hamel Remix Edit 4.59 (iTunes exclusive)
9. Chus & Ceballos Remix 10:21
10. Chus & Ceballos 12" Remix 5:48 (promo/testpressing — unreleased)
11. Chus & Ceballos Remix Edit 5.00 (iTunes exclusive)

## Участники записи
- Авторы и продюсеры — Мадонна, Стюарт Прайс
- Авторы семпла — Бенни Андерссон, Бьорн Ульвеус
- Обложка — Джованни Бьянко
- Цифровая обработка изображений — Лоренцо Ирико (Pixelway NYC)
- Менеджмент — Анжела Беккер, Гай Осери
- Фотография — Стивен Кляйн
- Прически и макияж — Энди ЛеКомпт

## Чарты
| Чарт(2005—2006)                        | Высшая позиция |
| -------------------------------------- | -------------- |
| Австралия (ARIA)                       | 1              |
| Австрия (Ö3 Austria Top 40)            | 1              |
| Бельгия/Фландрия (Ultratop 50)         | 1              |
| Бельгия/Валлония (Ultratop 50)         | 1              |
| Brazil (Crowley Broadcast Analysis)    | 5              |
| Canada (Canadian Singles Chart)        | 1              |
| СНГ (TopHit Airplay)                   | 1              |
| Чехия (Rádio — Top 100)                | 1              |
| Дания (Tracklisten)                    | 1              |
| European Hot 100 Singles (Billboard)   | 1              |
| European Radio Airplay (Billboard)     | 1              |
| Финляндия (Suomen virallinen lista)    | 1              |
| Франция (SNEP)                         | 1              |
| Германия (GfK)                         | 1              |
| Global Dance Songs (Billboard)         | 1              |
| Greece (IFPI Greece)                   | 2              |
| Венгрия (Rádiós Top 40)                | 1              |
| Ирландия (IRMA)                        | 2              |
| Италия (FIMI)                          | 1              |
| Japan (Oricon)                         | 59             |
| Japan International (Oricon)           | 1              |
| Нидерланды (Dutch Top 40)              | 1              |
| Нидерланды (Single Top 100)            | 1              |
| Новая Зеландия (Recorded Music NZ)     | 2              |
| Норвегия (VG-lista)                    | 1              |
| Romania (Romanian Top 100)             | 1              |
| Шотландия (OCC Scotland)               | 1              |
| Испания (PROMUSICAE)                   | 1              |
| Швеция (Sverigetopplistan)             | 1              |
| Швейцария (Schweizer Hitparade)        | 1              |
| Великобритания (OCC UK Singles)        | 1              |
| Великобритания (OCC UK Dance)          | 1              |
| США (Billboard Hot 100)                | 7              |
| США (Billboard Adult Contemporary)     | 29             |
| США (Billboard Adult Pop Airplay)      | 16             |
| США (Billboard Dance Club Songs)       | 1              |
| США (Billboard Dance/Mix Show Airplay) | 1              |
| США (Billboard Pop Airplay)            | 17             |

| Chart (2009)                     | Peak position |
| -------------------------------- | ------------- |
| Япония (Billboard Japan Hot 100) | 84            |

| Chart (2018)                    | Peak position |
| ------------------------------- | ------------- |
| Польша (Polish Airplay Top 100) | 84            |

| Чарт(2005)                           | Позиция |
| ------------------------------------ | ------- |
| Australia (ARIA)                     | 49      |
| Austria (Ö3 Austria Top 40)          | 12      |
| Belgium (Ultratop 50 Flanders)       | 28      |
| Belgium (Ultratop 50 Wallonia)       | 7       |
| CIS (Tophit)                         | 27      |
| European Hot 100 Singles (Billboard) | 18      |
| France (SNEP)                        | 10      |
| Germany (Official German Charts)     | 18      |
| Hungary (Rádiós Top 40)              | 63      |
| Ireland (IRMA)                       | 13      |
| Italy (FIMI)                         | 2       |
| Netherlands (Dutch Top 40)           | 30      |
| Netherlands (Single Top 100)         | 9       |
| New Zealand (Recorded Music NZ)      | 39      |
| Spain (PROMUSICAE)                   | 1       |
| Sweden (Sverigetopplistan)           | 11      |
| Switzerland (Schweizer Hitparade)    | 18      |
| UK Singles (OCC)                     | 8       |
| Venezuela Pop/Rock (Record Report)   | 46      |

| Chart (2006)                          | Position |
| ------------------------------------- | -------- |
| Australia (ARIA)                      | 38       |
| Austria (Ö3 Austria Top 40)           | 11       |
| Belgium (Ultratop 50 Flanders)        | 55       |
| Belgium (Ultratop 50 Wallonia)        | 42       |
| CIS (Tophit)                          | 41       |
| European Hot 100 Singles (Billboard)  | 2        |
| France (SNEP)                         | 50       |
| Germany (Official German Charts)      | 11       |
| Greece (IFPI Greece)                  | 37       |
| Hungary (Rádiós Top 40)               | 10       |
| Italy (FIMI)                          | 8        |
| Netherlands (Dutch Top 40)            | 57       |
| Netherlands (Single Top 100)          | 88       |
| Russia Airplay (Tophit)               | 40       |
| Romania (Romanian Top 100)            | 40       |
| Spain (PROMUSICAE)                    | 10       |
| Sweden (Sverigetopplistan)            | 43       |
| Switzerland (Schweizer Hitparade)     | 10       |
| UK Singles (OCC)                      | 63       |
| US Billboard Hot 100                  | 91       |
| US Dance Club Songs (Billboard)       | 27       |
| US Dance/Mix Show Airplay (Billboard) | 18       |

| Чарт(2000—2009)                  | Позиция |
| -------------------------------- | ------- |
| Germany (Official German Charts) | 22      |
| UK Singles (OCC)                 | 66      |
| US Dance Club Songs (Billboard)  | 1       |

| Чарт(2000—2012)               | Позиция |
| ----------------------------- | ------- |
| UK 21st Century Singles (OCC) | 136     |

## Сертификации
| Регион | Сертификация  | Продажи   |
| --- | ------------- | --------- |
| Австралия (ARIA) | Платиновый    | 70 000^   |
| Бельгия (BEA) | Платиновый    | 50 000*   |
| Канада (Music Canada) | 2× Платиновый | 40 000*   |
| Дания (IFPI Danmark) | 3× Платиновый | 24 000^   |
| Франция (SNEP) | Золотой       | 500,000   |
| Германия (BVMI) | 3× Золотой    | 500,000   |
| Италия | —             | 100,000   |
| Италия (FIMI) · since 2009 | Золотой       | 25 000    |
| Япония (RIAJ) · Ringtone | 2× Платиновый | 500 000*  |
| Япония (RIAJ) · Digital single | Платиновый    | 250 000*  |
| Норвегия | —             | 46,000    |
| Швеция (GLF) | 3× Платиновый | 60 000^   |
| Швейцария (IFPI Switzerland) | Золотой       | 20 000^   |
| Великобритания (BPI) | Платиновый    | 730,000   |
| США (RIAA) | Платиновый    | 1,400,000 |
| Итого |               |           |
| Мир | —             | 5,000,000 |
| * Данные о продажах приведены только на основе сертификации. · ^ Данные о тиражах приведены только на основе сертификации. · Данные о продажах + прослушиваниях приведены только на основе сертификации. |               |           |